# 멜뱅 바르
멜뱅 미셸 막상스 바르(프랑스어: Melvin Michel Maxence Bard, 2000년 11월 6일 ~ )는 프랑스의 축구 선수이다. 그의 포지션은 왼쪽 풀백으로, 현재 리그 1의 니스에서 활약하고 있다.

## 클럽 경력

### 리옹
2019년 8월 13일, 바르는 리옹과 첫 프로 계약을 맺었다. 2019년 12월 6일, 그는 4-0으로 이긴 님과의 리그 1 경기에서 리옹 소속으로 프로 데뷔전을 치렀다.

### 니스
2021년 7월 31일, 리그 1의 니스는 리옹에서 뛰던 바르를 영입했다고 발표했다.

## 수상 내역
니스
- 쿠프 드 프랑스 준우승: 2021–22[5]